# 平行四辺形

平行四辺形

平行四辺形（へいこうしへんけい、英: parallelogram）とは、2組の対辺がそれぞれ平行である四角形のことである。
平行四辺形は、台形の一種である。また、特殊な平行四辺形に長方形、菱形、正方形がある。

## 平行四辺形の性質
平行四辺形は、次のような性質を持つ。
- 対辺の長さが等しい（対辺は2組あるが、いずれもこの性質を満たす）。
- 対角の大きさが等しい（対角は2組あるが、いずれもこの性質を満たす）。
- 対角線が他の対角線の中点を通る（対角線は2本あるが、いずれもこの性質を満たす）。

平行四辺形は、点対称な図形である。対称の中心は、対角線の交点に等しい。
平行四辺形の対角線によって、平行四辺形を互いに合同な2つの三角形に分けることができる。
平行四辺形の面積Sは 〔底辺〕×〔高さ〕 で求めることができる。これは平行四辺形を面積を変えずに長方形に変形させることで説明できる。
平行四辺形は2つの合同な三角形を2つ、対応するひと組の辺を共有し、その両端の頂点が対応と逆順に重なるように並べた図形である。
三角形の面積を 〔底辺〕×〔高さ〕÷2 で表すことができるのは、それが平行四辺形の面積を2等分して求めた結果だからである。
平行四辺形も台形と同様に平面を敷き詰めることができる。
4本の辺が全て等しい平行四辺形は菱形、4つの角が全て等しい平行四辺形は長方形であり、その両方の性質を持つ平行四辺形が正方形である。
平行四辺形ABCDの対角線の交点をEとすると、
{\displaystyle AB=CD}、　{\displaystyle BC=DA}、　{\displaystyle AE=CE}、　{\displaystyle BE=DE}
であるが、この4種の線分長には次の関係式が成り立つ。（中線定理）
{\displaystyle AB^{2}+BC^{2}=2\left(AE^{2}+BE^{2}\right)}

## 平行四辺形の成立条件
平面上の四角形（平面四角形）が次のいずれか1つの条件に当てはまるとき、平行四辺形である。

すなわち、これらの条件は全て、平行四辺形の定義「2組の対辺がそれぞれ平行な四角形」と同値である。
- 2組の対辺がそれぞれ平行する。（定義）

基本定義であり、空間中でも平行四辺形になる。

対辺が平行するということは、四角形の4つの頂点が同一平面上にあり、

平面四角形であることになるため、定義によってこの条件を満たす四角形は平行四辺形になる。
- 1組の対辺が平行であり、かつその長さが等しい。

これも空間中でも平行四辺形になる。

対辺が平行するということは、四角形の4つの頂点が同一平面上にあり、

平面四角形であることになるため、平行四辺形になる。
- 2組の対辺がそれぞれ等しい。

空間中では平行四辺形になるとは限らない。

例えば、正四面体の交わる2つの面からなる四角形は対辺がそれぞれ等しいが、平行四辺形ではない。
- 2組の対角がそれぞれ等しい。

これも空間中では平行四辺形になるとは限らない。

例えは上記と同じく正四面体の交わる2つの面からなる四角形で、

その対角もぞれぞれ等しいが、やはり平行四辺形ではない。
- 2本の対角線がともに、互いの中点で交わる。

上記の2つとは違って、空間中でも平行四辺形になる。

上記の例えでは対角線はねじれ位置にあり、交わらないため、

この条件を満たす四角形は必ず平面四角形になるので、平行四辺形になる。